# Żyła wrotna wątroby

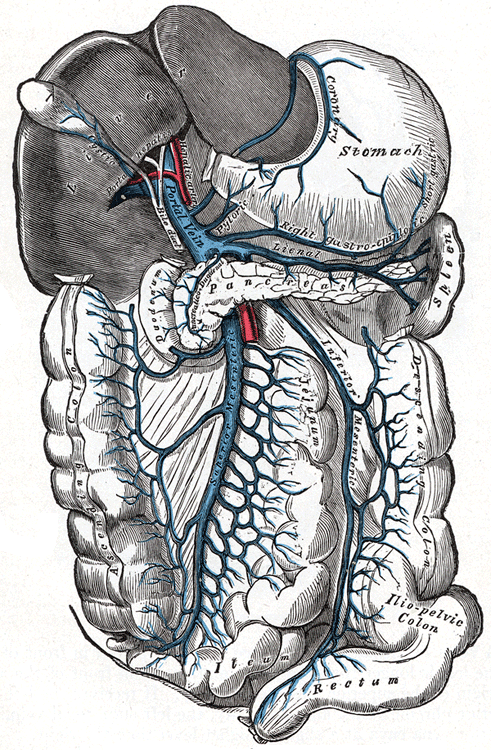
Żyła wrotna wątroby i jej dopływy: żyła krezkowa górna, żyła śledzionowa i żyła krezkowa dolna

Żyła wrotna wątroby (łac. vena portae hepatis) – w anatomii człowieka krótkie naczynie żylne, mierzące 6–8 cm, o znacznej średnicy (15–20 mm), doprowadzające krew do wątroby. Powstaje za głową trzustki z zespolenia żyły śledzionowej i żyły krezkowej górnej, do których uchodzi szereg żył z nieparzystych narządów jamy brzusznej: żołądka, jelita cienkiego, jelita grubego, trzustki, śledziony i pęcherzyka żółciowego. Bezpośrednio do żyły wrotnej wnikają:
1. żyła żołądkowa prawa
2. żyła żołądkowa lewa
3. żyła trzustkowo-dwunastnicza górna tylna
4. żyła przedodźwiernikowa
5. żyła pęcherzykowa
6. żyła pępowinowa (w życiu płodowym).

Pień żyły wrotnej powstaje z połączenia żyły krezkowej górnej z żyłą śledzionową, do której zwykle uchodzi żyła krezkowa dolna. Miejsce połączenia znajduje się z tyłu szyjki trzustki, na prawo od tętnicy krezkowej górnej i na lewo od przewodu żółciowego wspólnego. Początkowy odcinek żyły, zwany częścią zatrzustkową, biegnie ku górze i w prawo na tylnej powierzchni głowy trzustki, dochodząc do dolnego brzegu górnej dwunastnicy. Kolejny odcinek, zwany częścią zadwunastniczą, krzyżuje się na tylnej powierzchni dwunastnicy z tym narządem. Następnie w części sieciowej wstępuje do dolnej części sieci mniejszej do więzadła wątrobowo-dwunastniczego w którym następnie biegnie do wątroby. Żyła kończy się podziałem na gałąź prawą i lewą. Gałąź prawa zaopatruje prawy płat wątroby, z kolei gałąź lewa jej lewy płat. Płat ogoniasty zazwyczaj otrzymuje zaopatrzenie bezpośrednio z pnia. Płat czworoboczny i okoliczny odcinek płata lewego otrzymuje zaopatrzenie z samodzielnej odnogi gałęzi lewej będącej pozostałością żyły pępkowej. Po podziale na gałąź prawą i lewą żyła ulega podziałowi na żyły międzyzrazikowe, następnie okołozrazikowe i ostatecznie na żyłę środkową zrazika, z których powstają żyły wątrobowe (venae hepaticae) odprowadzające krew do żyły głównej dolnej.

## Zespolenia pomiędzy układem wrotnym a układem żył głównych
Zespolenia mają kliniczne znaczenie w przypadku marskości wątroby. W rozwiniętym nadciśnieniu wrotnym konsekwencją tych połączeń są żylaki przełyku, żylaki żołądka, żylaki odbytu i tak zwana głowa Meduzy. Są to:
- zespolenia przełykowe – w dolnej części przełyku żyła żołądkowa lewa łączy się z żyłami przełykowymi, będącymi dopływami żyły nieparzystej, oraz z żyłami przeponowymi, będącymi dopływami żyły głównej dolnej
- zespolenia odbytnicze – połączenia żył odbytniczych, będących dopływami żyły krezkowej dolnej, z żyłami odbytniczymi dolnymi i środkowymi, będącymi dopływami żyły biodrowej wewnętrznej
- zespolenia pępkowe – żyły skórne okolicy pępka odprowadzają krew ku górze, do żyły podobojczykowej, i ku dołowi, do żyły udowej. Z żył skórnych otoczenia pępka powstają żyły przypępkowe, które poprzez pierścień pępkowy lub kresę białą wstępują do więzadła sierpowatego i łączą się ze sobą w kilka pni. Jeden z powstałych pni wnika do zachowanego przewodu w więzadle obłym wątroby (pozostałość żyły pępowinowej), uchodząc do lewej gałęzi żyły wrotnej, a pozostałe pnie uchodzą bezpośrednio do miąższu wątroby.
- zespolenia zaotrzewnowe (ścienne) – liczne żyły biegnące w ścianie jelit wtórnie zlepionych ze ścianą jelit mogą pośredniczyć w drenowaniu pomiędzy układem wrotnym a układem żył głównych.